# Perfugas
Perfugas település Olaszországban, Szardínia régióban, Sassari megyében. Lakosainak száma 2252 fő (2023. január 1.). Perfugas Bortigiadas, Bulzi, Chiaramonti, Erula, Martis, Santa Maria Coghinas, Laerru és Tempio Pausania községekkel határos.

## Népesség
A település lakossága az elmúlt években az alábbi módon változott:
| Lakosok száma | 2376 | 2384 | 2252 |
|               | 2017 | 2018 | 2023 |

## Közlekedés
A Perfugasnak állomása van a Sassari - Palau vasútvonalon.

## Képgaléria

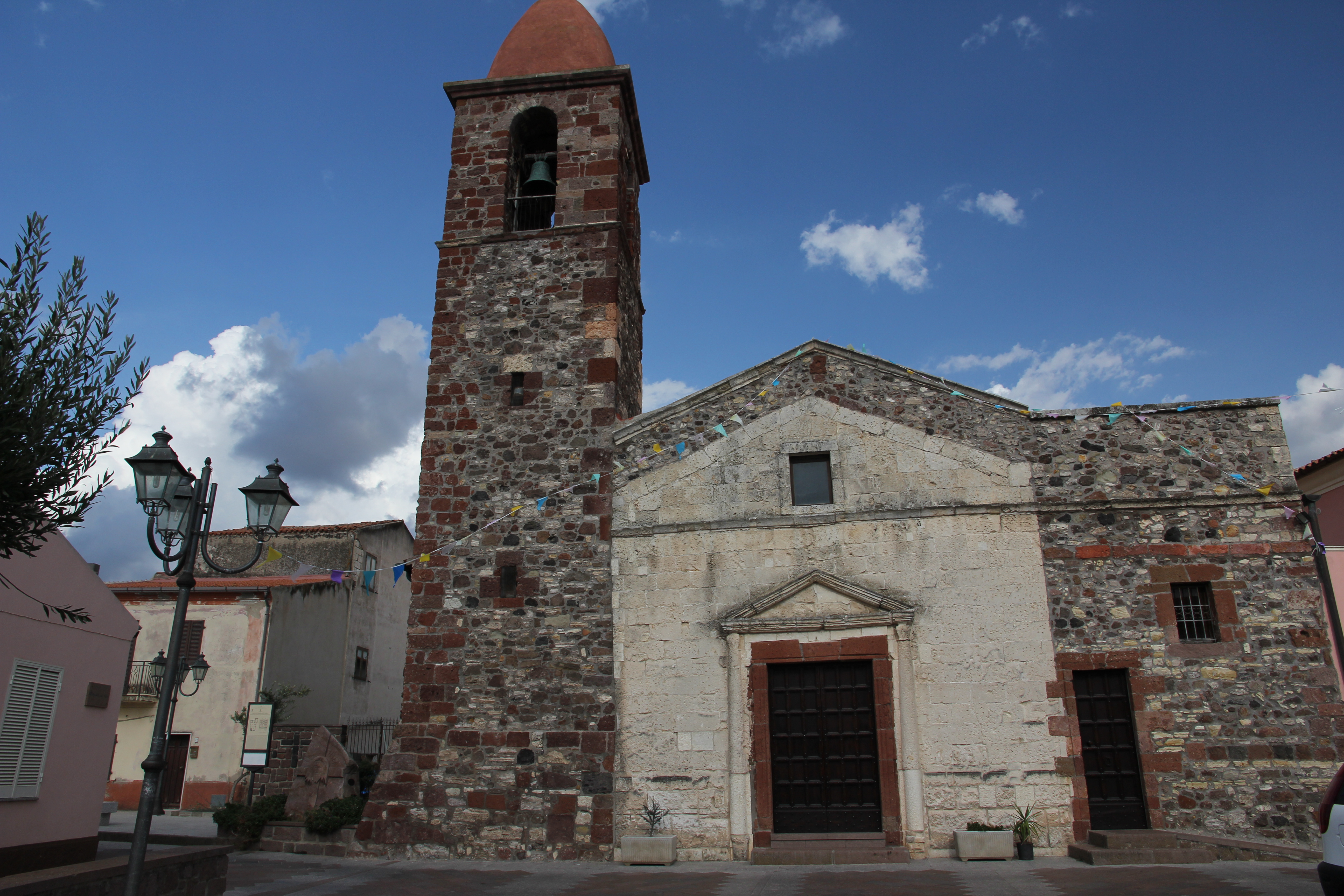
Chiesa di Santa Maria degli Angeli
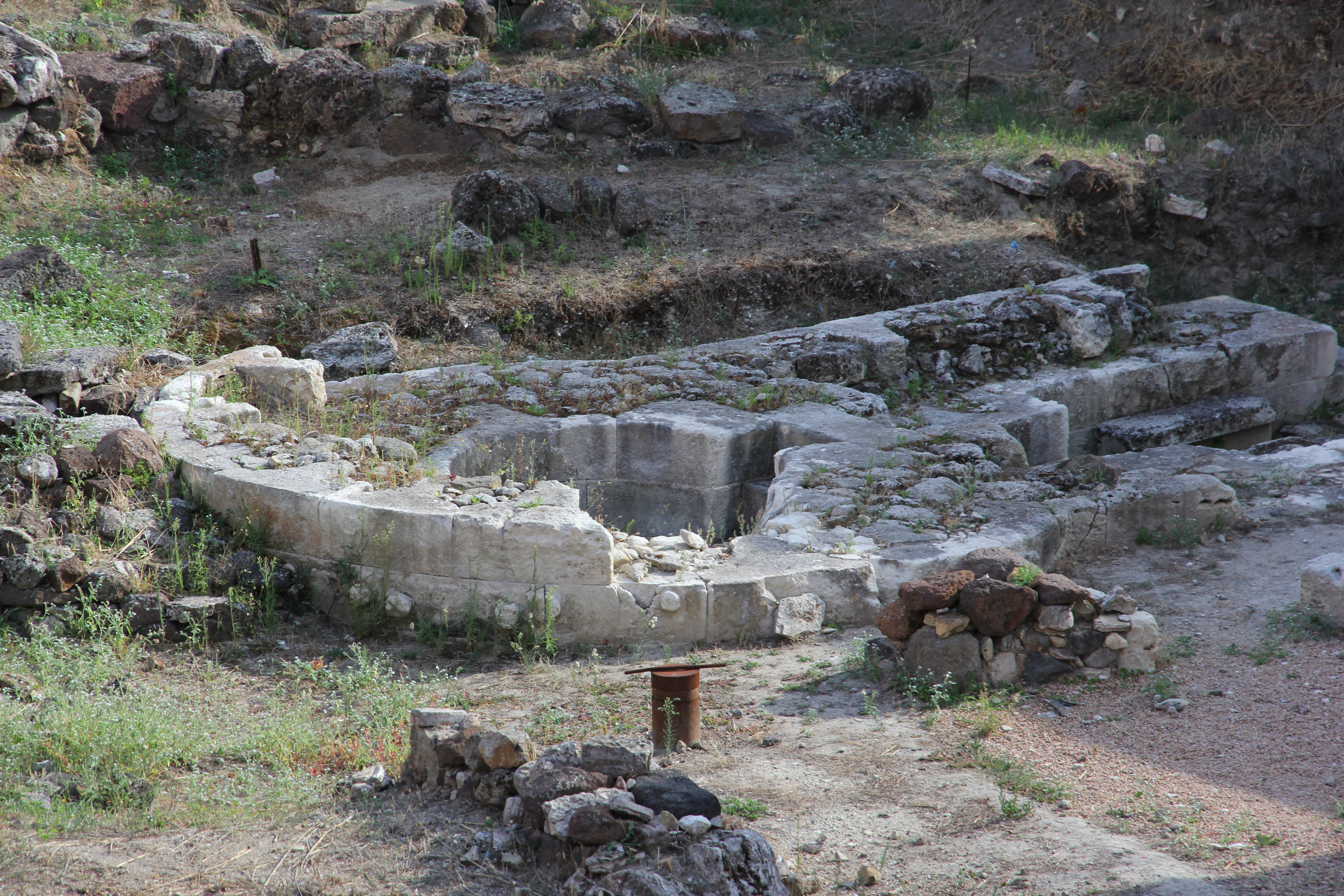
Predio Canopoli
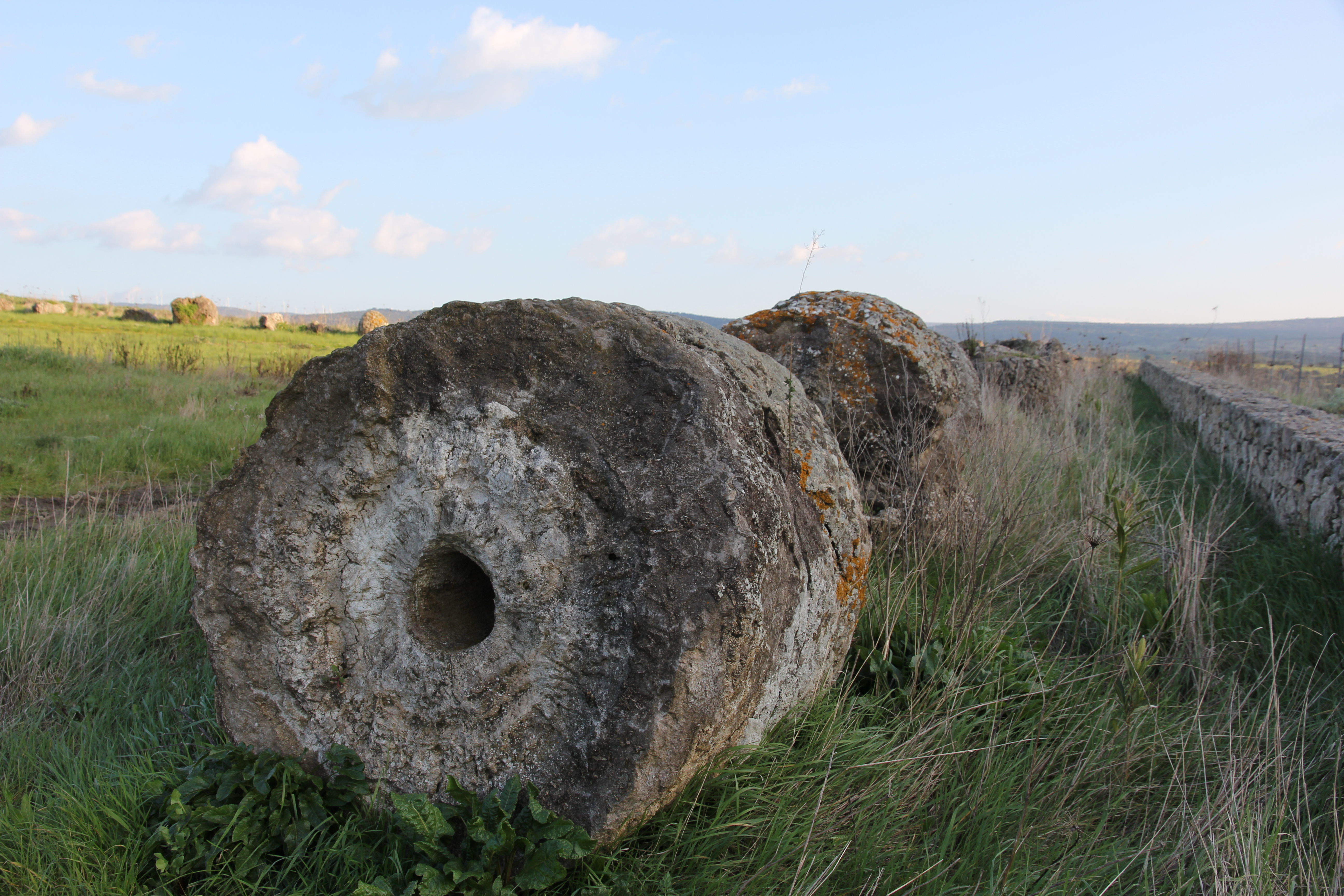
Megkövesedett erdő
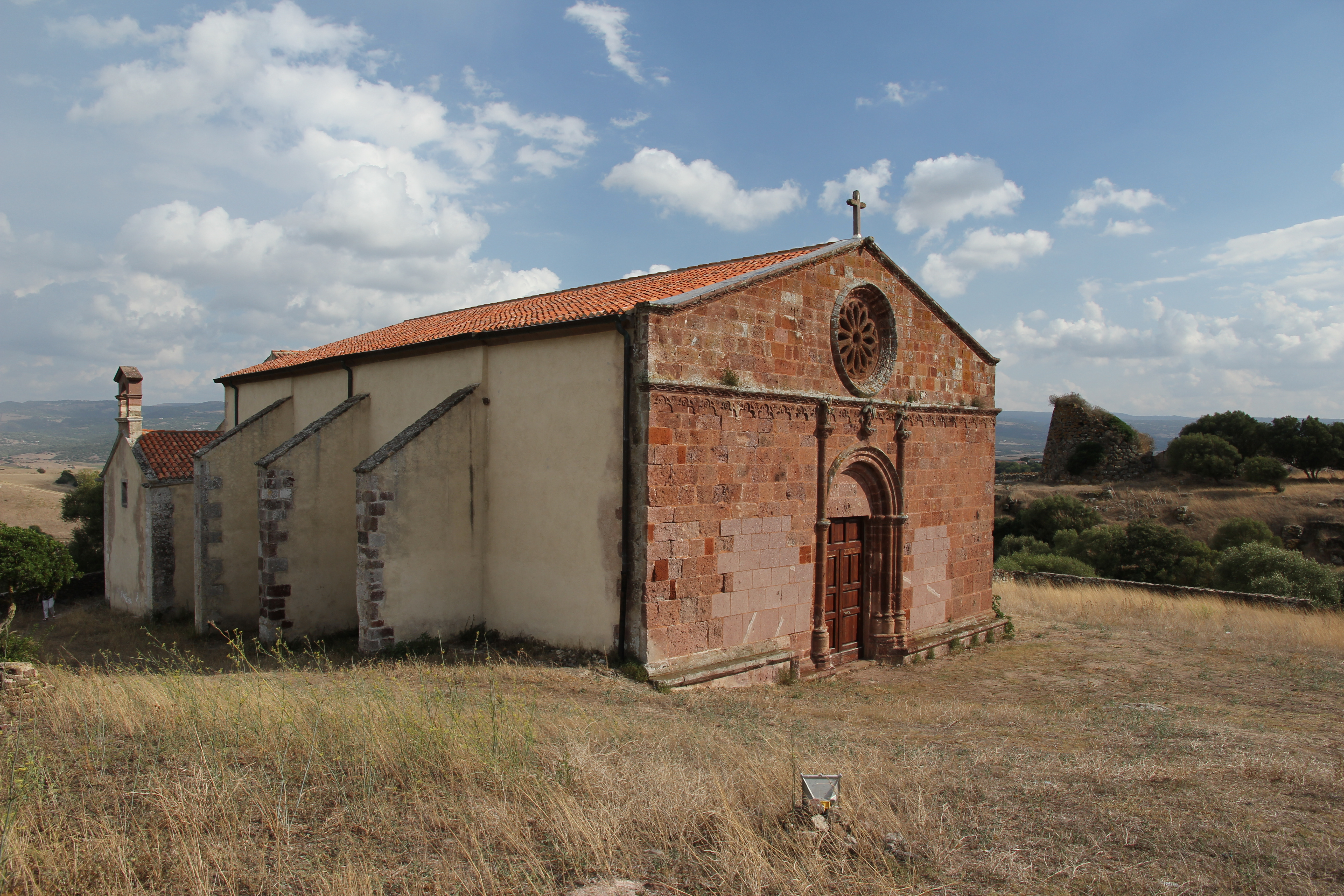
Chiesa di San Giorgio
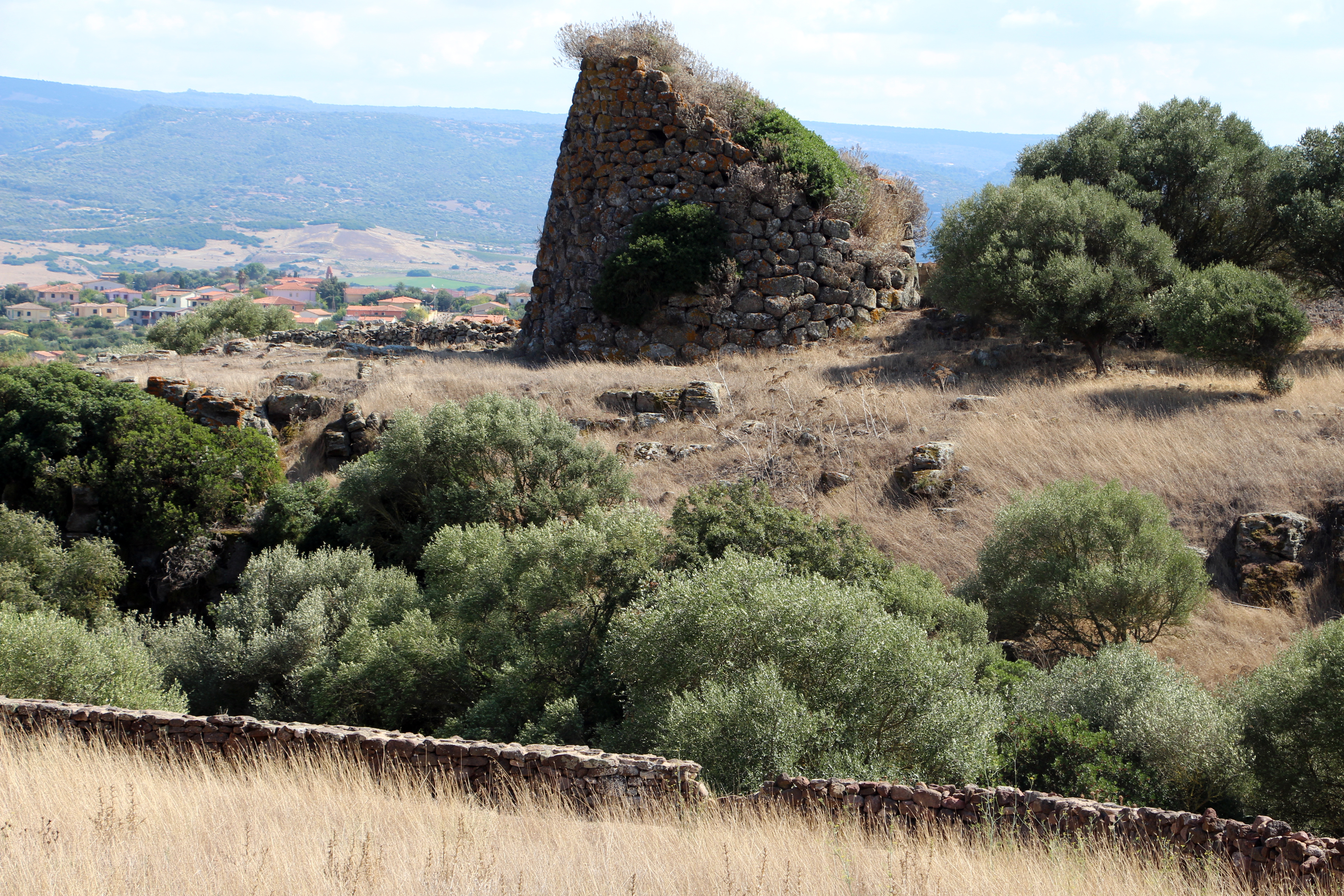
Nuraghe di San Giorgio